# The Sandman. Cacciatori di sogni
The Sandman. Cacciatori di sogni (The Sandman: The Dream Hunters) è una fiaba dell'autore britannico Neil Gaiman, illustrata dall'artista giapponese Yoshitaka Amano pubblicata nel 1999, vincitrice del Premio Bram Stoker alla Narrativa illustrata.
La fiaba vede tra i personaggi Sandman, protagonista dell'omonima serie a fumetti, ma può essere letta senza una conoscenza necessaria dei fatti principali della serie.

## Storia editoriale
Quando a Neil Gaiman fu chiesto dalla casa di produzione cinematografica Miramax di scrivere i dialoghi per il doppiaggio in inglese del film animato Princess Mononoke, lo scrittore si documentò sulle tradizioni giapponesi leggendo molti libri, tra questi Fairy Tales of Old Japan di B. W. Ashton. In questo libro lesse la fiaba La volpe, il monaco e il gioco dei sogni, trovandola molto affine, nelle atmosfere e nei personaggi, a quelli del mondo di Sandman. Quando sette mesi dopo fu chiesto all'autore di scrivere la sceneggiatura di un fumetto per la celebrazione del decennale di Sandman, Gaiman ricordò la fiaba e le opere dell'illustratore giapponese Yoshitaka Amano cui fu chiesta la collaborazione. L'artista si dichiarò entusiasta al progetto ma di non avere familiarità con la creazione di fumetti. Gaiman, pertanto, modificò il progetto iniziale scrivendo una fiaba invece di una sceneggiatura, che fu quindi illustrata con i disegni di Amano. Nell'adattamento della fiaba originaria, Gaiman ha avuto modo di inserire agevolmente alcuni dei personaggi del mondo di Sandman, tra cui Caino e Abele, un grifone ( un itsumade) e il corvo che nella storia originale era un uccello Hototogisu.
L'opera ha vinto, nel 2000, il Premio Bram Stoker alla Narrativa illustrata, nello stesso anno è stato candidato al Premio Hugo per il best related book (lett. "miglior libro sull'argomento" in inglese), classificandosi al 5º posto per il Premio Locus nella categoria art book.

## Trama
Un kitsune (una volpe) e un tanuki (un cane procione) fecero una scommessa su chi di loro avrebbe potuto portare via un giovane monaco buddista dal suo tempio, e poterlo così occupare e stabilirvi lì la propria dimora. Fallirono entrambi, e il tanuki fuggì sconfitto. Il kitsune, invece, si innamorò del monaco, e nella forma di una bellissima ragazza si scusò con lui per il suo comportamento. Il monaco le permise di rimanere nel tempio, purché non avesse tentato altri scherzi.
Nel frattempo, in una casa a Kyoto, un ricco onmyoji, il Maestro di Yin-Yang, consumato da una paura senza nome, si consultò con tre streghe che vivevano al confine della città. Gli diedero delle istruzioni per alleviare il suo timore ma, per ottenere tale risultato, il monaco doveva morire senza dolore. Il Maestro di Yin-Yang avrebbe inviato in sogno al monaco una chiave e uno scrigno che, qualora aperto, avrebbe imprigionato il giovane al suo interno, facendolo dormire fino alla morte per stenti. Il kitsune venne a sapere ciò udendo di nascosto alcuni demoni impiegati dall'onmyoji. Nel tentativo di salvare il monaco, viaggiò fino al Sogno dove incontrò un'enorme volpe nera. Questi ascoltò le suppliche del kitsune gli suggerì come salvare il monaco: avrebbe dovuto catturare un Baku e utilizzarlo per entrare nei sogni del monaco e salvarlo morendo al suo posto.
Il piano fu un successo, il monaco fu salvato ma il kitsune giacque inerte. Il monaco trovò il kitsune e impietosito lasciò il tempio per trovare aiuto e un modo per svegliarla. Incontrò Binzuru Harada che dopo avergli consigliato di lasciar morire l'animale, convinto dalla risolutezza del monaco a salvare l'amica kitsune, gli diede una pergamena quale lasciapassare per il regno dei sogni. Il monaco, dopo un lungo cammino, si addormentò.
Nel sogno il monaco venne guidato dalla pergamena e incontrò prima dei pescatori, poi un itsumade e, infine, un corvo, spirito dipartito di un poeta che, letto il lasciapassare, lo accompagnò dal Signore dei Sogni: Sandman. Il Signore dei Sogni gli disse ciò che aveva fatto il kitsune per lui e gli spiegò che, se l'avesse salvata, i suoi sforzi sarebbero stati vani. Tuttavia il monaco era risoluto.
Con l'intervento del Signore dei Sogni, trovò il kitsune intrappolata in uno specchio nella sua forma umana, di splendida ragazza. Il monaco riprende il posto della ragazza nel sonno fatale ma, prima di ciò, i due si confessano l'amore reciproco. Prima di salutarla per sempre, il monaco chiede alla donna di non cercare vendetta ma di trovare la via per il Buddha. Il kitsune si risvegliò e il monaco morì alcuni giorni dopo. Il kitsune andò in cerca dell'onmyoji e, tramutatasi in una splendida donna, lo sedusse senza fornirgli nessun indizio sulla sua vera natura ferina. Il Maestro di Yin-Yang era impazzito di desiderio per la donna ma il kitsune insistette sul fatto che non poteva toccarla prima di aver rinunciato a tutto per lei. Offuscato dalla lussuria, l'onmyoji bruciò prima la sua casa uccidendo così la moglie, la concubina i suoi familiari e i servi, dando poi fuoco anche alla casa delle tre streghe uccidendo anche loro. Privo di tutti i suoi beni e dei suoi incantesimi, l'onmyoji raggiunse la donna che dopo averlo fatto spogliare, si ritrasformò in kitsune accecandogli con un morso un occhio e abbandonandolo oramai povero, solo, guercio e impazzito.
Nel Sogno, Sandman e il corvo riflettono sul significato della storia che si è svolta: il Signore dei Sogni si dichiarò soddisfatto che gli l'epilogo fosse quello dovuto e che i protagonisti avessero imparato una lezione importante, in particolare il monaco. La fiaba termina affermando che alcune persone avrebbero sognato un monaco e un kitsune, o forse un uomo e una donna, che camminano su un campo insieme.

## Opere derivate
Per il ventesimo anniversario di Sandman, Neil Gaiman annunciò al Comic-Con del 2007 che P. Craig Russell avrebbe adattato la storia in forma di fumetto
La serie a fumetti Sandman: The Dream Hunters fu pubblicata dalla Vertigo ed uscì mensilmente in 4 numeri da novembre 2008 a febbraio 2009, con le copertine illustrate da Yuko Shimizu, Mike Mignola, Paul Pope e Joe Kubert.

## Edizioni
- (EN) Neil Gaiman, The Sandman: The Dream Hunters, illustrazioni di Yoshitaka Amano, 1ª ed., Vertigo (DC Comics), 1999, ISBN 978-1-56389-573-9.
- Neil Gaiman, The Sandman. Cacciatori di sogni, traduzione di Stefano Brolli, illustrazioni di Yoshitaka Amano, Novara, Dana (RW Edizioni), 2017, ISBN 978-8-89421-342-3.